# 19589 Кіркленд
19589 Кіркленд (19589 Kirkland) — астероїд головного поясу, відкритий 14 липня 1999 року.
Тіссеранів параметр щодо Юпітера — 3,507.